# Luigi Bodio
Luigi Bodio (Milano, 12 ottobre 1840 – Roma, 2 novembre 1920) è stato un economista e statistico italiano, considerato tra i fondatori della statistica italiana. È stato il primo segretario generale dell'Istituto Internazionale di Statistica IIS (1885) e presidente dello stesso istituto dal 1909 fino alla sua morte.

## Biografia
Bodio si laurea nel 1861 a Pisa e viaggia poi con sostegni governativi all'estero per ulteriore formazione. Al suo ritorno diventa nel 1864 professore di economia nazionale a Livorno e nel 1867-1868 a Milano. Dopodiché è per quattro anni professore di statistica e di geografia economica a Venezia. Nel 1872, dopo la morte di Pietro Maestri, viene chiamato a dirigere l'ufficio reale di statistica italiano (fondato da Maestri) a Roma.
Dal 1876 è editore insieme a Cesare Correnti e Paolo Boselli dell'Archivio di statistica.
Nello stesso anno dà inizio alle rilevazioni statistiche ufficiali sull'emigrazione italiana.
Nel 1881 diventa socio corrispondente dell'Accademia Nazionale dei Lincei e dal 1892 socio nazionale.
Nel 1885 è tra i promotori dell'Istituto Internazionale di Statistica e primo segretario generale dell'Istituto stesso dalla data di fondazione (il 24 giugno) fino al 1905. Nel 1900 è nominato senatore. Dal 1909 diventa presidente dell'Istituto Internazionale di Statistica (fino alla morte nel 1920); è inoltre commissario generale del Commissariato dell'Emigrazione (1901-1904), organismo interministeriale creato per indirizzare e proteggere l'emigrazione italiana all'estero.

## Omaggi
A Bodio è stata intitolata una via a Milano e una a Roma.
Nel 1996 viene creato il Centro per la Cooperazione Statistica Internazionale (ICstat) dedicato a "Luigi Bodio" in riconoscimento della sua dedizione ed impulso dato alla cooperazione statistica.

## Opere
- Statistique internationale des caisses d'épargne, 1876
- Saggio sul commercio esterno terrestre e marittimo del regno d'Italia, 1865
- Dei documenti statistici del regno d'Italia, 1867
- Dei rapporti della statistica coll'economia politica e colle altre scienze affini, 1869
- Del patrimonio delle entrate e delle spese della pubblica beneficenza in Italia, 1889